# Tisov
Tisov (deutsch Tisow, 1939–1945 Eibenhof) ist ein Ortsteil der Gemeinde Bělčice in Tschechien. Er liegt fünf Kilometer nordwestlich von Bělčice in Südböhmen und gehört zum Okres Strakonice.

## Geographie

### Geographische Lage
Tisov befindet sich südlich des Naturparkes Třemšín im Tal des Baches Hvožďanský potok im Mittelböhmischen Hügelland. In der Umgebung des Dorfes liegen zahlreiche Teiche, von denen der Hajnice, Vacíkovský rybník, Mlýnský tisový rybník, Jordán, Podtisovský rybník und der Obecňáček die größten sind. Nördlich erheben sich die Tisovská hora (552 m) und der Javory (579 m), im Nordosten der Stráž (638 m) sowie östlich der Mumlín (602 m) und die Špalková hora (620 m).

### Nachbargemeinden
Nachbarorte sind Javory und Vacíkov im Norden, Jamky und Leletice im Nordosten, Jaršův Mlýn, Kurkův Mlýn und Vratečín im Osten, Záhrobí, Štěpánka und Netušilův Mlýn im Südosten, Újezdec und Řiště im Süden, Předmíř und Březí im Südwesten, Pozdyně im Westen sowie Hvožďany im Nordwesten.

## Geschichte
Die erste schriftliche Erwähnung der am Teich Jordán gelegenen Wasserfeste Tisov erfolgte 1318 als Sitz der Vladike Petr und Havel von Tisov. Im Jahre 1400 besaß Janek von Tisov das Gut, ihm folgte zwischen 1408 und 1413 Hynek von Tisov. Im 16. Jahrhundert erwarben die Ritter Běšin von Běsin das Gut. Die Mühle wurde 1542 erstmals erwähnt und gehörte zur Herrschaft Schlüsselburg. Im Jahre 1617 kaufte Ernst Vitanovský von Vlčkovice das Gut und schloss es an Hvožďany an. Nachfolgender Besitzer war ab 1641 Jan Vitanovský von Vlčkovice, der sie 1644 an seinen ältesten Sohn Ernst Wenzel vererbte. In der berní rula von 1654 sind für Tisov lediglich drei Bauernwirtschaften ausgewiesen, von denen eine neubesiedelt war; drei Chaluppen lagen wüst. Im Jahre 1664 kaufte Karl Leopold Caretto-Cavriani di Millesimo die Güter Hvožďany, Oujezdec und Hostišovice. Er veräußerte diese zwei Jahre später an Aleš Ferdinand Wratislaw von Mitrowitz, der sie seiner Herrschaft Schlüsselburg zuschlug. Aleš Ferdinands Töchter verkauften 1675 alle Güter an Humprecht Johann Czernin von Chudenitz. 1682 fiel der Besitz dessen Sohn Thomas Zachäus Czernin von Chudenitz zu. Im Jahre 1695 bestand das Dorf aus drei Bauernwirtschaften und drei Chalupner. Zu den nachfolgenden Besitzern gehörten ab 1745 Franz Karl Rudolf Graf von Swéerts-Sporck und ab 1757 Johann Franz Christian von Swéerts-Sporck. Bei der Einführung der Hausnummierung wurden 1770 in Tisov elf Häuser gezählt. 1787 brannte der Herrenhof nieder. Joseph von Swéerts-Sporck verkaufte die Herrschaft 1804 an Leopold Leonhard von Thun und Hohenstein, der sie noch im selben Jahre an Johann Franz Freiherr Linker von Lützenwick weiterveräußerte. Nach dessen Tode erbte 1811 sein Sohn Clemens Wenceslaus Graf Linker von Lützenwick die Herrschaft Schlüsselburg und das Gut Schiwotitz. Im Jahre 1840 bestand Tisow aus 20 Häusern mit 148 Einwohnern. Im Dorf gab es einen Meierhof und eine Mühle. Pfarrort war Hwoždian. Bis zur Mitte des 19. Jahrhunderts blieb Tisow der Herrschaft Schlüsselburg untertänig.
Nach der Aufhebung der Patrimonialherrschaften bildete Tisov / Tisow ab 1850 einen Ortsteil der Gemeinde Březí in der Bezirkshauptmannschaft und dem Gerichtsbezirk Blatná. Ab 1880 war Tisov ein Ortsteil der Gemeinde Pozdyně, 1897 entstand die Gemeinde Tisov. Im Jahre 1915 bestand Tisov aus 25 Häusern und hatte 184 Einwohner. Im Zuge der Aufhebung des Okres Blatná wurde Tisov 1960 dem Okres Strakonice zugeordnet. Am 1. Jänner 1974 erfolgte die Eingemeindung nach Bělčice. Tisov hatte im Jahre 1991 51 Einwohner. Beim Zensus von 2001 wurden 42 Personen und 28 Wohnhäuser gezählt.